# Abū Ghoveyr
Abū Ghoveyr (persiska: ابو قوير, ابو غویر) är en ort i Iran.   Den ligger i provinsen Ilam, i den västra delen av landet, 500 km sydväst om huvudstaden Teheran. Abū Ghoveyr ligger 84 meter över havet och antalet invånare är 340.
Terrängen runt Abū Ghoveyr är platt. Runt Abū Ghoveyr är det glesbefolkat, med 17 invånare per kvadratkilometer. Abū Ghoveyr är det största samhället i trakten. Trakten runt Abū Ghoveyr är ofruktbar med lite eller ingen växtlighet.